# Jean-Baptiste Thoret
Jean-Baptiste Thoret, nacido en 1969, es un director, historiador y crítico de cine. Se interesa por el cine estadounidense, en particular por el Nuevo Hollywood, y el cine italiano de los años 1970.
En 2017, dirigió su primer largometraje, We blew it.

## Biografía
Después de sus estudios cinematográficos, Jean-Baptiste Thoret escribe artículos en la revista Cahiers du cinéma y en el diario Libération.
En 2001, realiza un cortometraje sobre Dario Argento, Soupirs dans un corridor lointain.
Jean-Baptiste Thoret ha escrito una docena de libros sobre el cine.
En septiembre de 2021, Thoret publica uno de los ensayos cinematográficos más esperados de los últimos diez años: Michael Mann, mirages du contemporain ("Michael Mann, espejismos de lo contemporáneo"). "Fruto de 25 años de reflexión sobre la obra del cineasta americano, mucho más que un libro de cinéfilo, un verdadero tratado de antropología y de estética contemporánea" escribe François Angelier, el productor de Mauvais Genre, con motivo del programa radiofónico que le dedica el 18 de septiembre de 2021.

## Películas
- 2016 : En ligne de mire, comment filmer la guerre ? (TV)
- 2017 : We blew it
- 2017 : 86 Printemps, Jean-Luc Godard
- 2019 : Dario Argento: soupirs dans un corridor lointain
- 2022 : Michael Cimino, un mirage américain
- 2023 : The Neon People

## Libros
- 1998 : Mythes et Masques : Les fantômes de John Carpenter, Dreamland (prix de la Cinémathèque française pour le meilleur ouvrage critique français de l’année) — avec Luc Lagier 7.
- 2000 : Une expérience américaine du chaos : Massacre à la tronçonneuse de Tobe Hooper, Dreamland, 160 pages, (ISBN 2910027511)
- 2002 : Dario Argento, magicien de la peur, Cahiers du cinéma, 160 pages, (ISBN 2866423453) (nouvelle édition en 2008, 192 pages)
- 2003 : Why Not ? Sur le cinéma américain, Rouge profond, 330 pages, (ISBN 2915083002) (coordinateur avec Jean-Pierre Moussaron)
- 2003 : 26 secondes : L'Amérique éclaboussée. L'assassinat de JFK et le cinéma américain, Rouge profond, 208 pages, (ISBN 2915083037) (prix littéraire du syndicat français de la critique de cinéma, meilleur livre français)
- 2006 : Le Cinéma américain des années 70, Cahiers du cinéma, 396 pages, (ISBN 2866424042). Reeditado en 2008 y 2017.
- 2007 : Politique des zombies, l'Amérique selon George Romero (dir.), Ellipses, (ISBN 2729832521) (reeditado en edición de bolsillo en 2015)
- 2008 : Sergio Leone (Cahiers du Cinéma/Le Monde), (ISBN 2866424859). Traducido en español.
- 2011 : Cinéma contemporain : mode d'emploi, (Flammarion), (ISBN 978-2081255371)
- 2011 : Road Movie, USA (Hoëbeke) - coescrito con Bernard Benoliel, (ISBN 2842304128)
- 2013 : Michael Cimino, les voix perdues de l'Amérique (Flammarion), (ISBN 978-2081261600)
- 2016 : Le Nouvel Hollywood, con Brüno (dibujante), coll. Petite Bédéthèque des savoirs, Éditions du Lombard (ISBN 2803636948)
- 2018 : Le Cinéma comme élégie : conversations avec Peter Bogdanovich (Carlotta/GM Éditions), (ISBN 2377970508)
- 2021 : Michael Mann. Mirages du contemporain (Flammarion)
- 2022 : Qu'elle était verte ma vallée. Écrits sur le cinéma (Magnani Éditeur)